# Alexandru Diordița
Alexandru Diordița (în rusă Александр Филиппович Диордица) (n. 30 august/13 septembrie 1911, satul Handrabura, ținutul Ananiev, gubernia Herson, Imperiul Rus – d. 1 aprilie 1996, Moscova, Rusia) a fost un om politic din RSS Moldovenească, care a îndeplinit funcția de președinte al Sovietului de Miniștri al Republicii Sovietice Socialiste Moldovenești (1958–1970).

## Biografie
Alexandru Diordița s-a născut la data de 30 august/13 septembrie 1911 în satul Handrabura din gubernia Herson (azi în regiunea Odesa din Ucraina) a Imperiului Rus, într-o familie de țărani moldoveni. A studiat la aceeași școală cu viitorul om politic Alexandru Utka, cei doi devenind buni prieteni.  Începând din septembrie 1929 a fost învățător la școala elementară din satul natal.
Din ianuarie 1932 conduce secția cultural-educativă a Comitetului raional Ananiev al Comsomol-ului. În perioada martie - noiembrie 1933 lucrează ca fermier la Colhozul „Drumul socialist” din satul natal. Începând din noiembrie 1933 este director-adjunct al Departamentului de Stat pentru economii și credite din orașul Tiraspol. După un scurt stagiu (ianuarie - noiembrie 1935) de studii de administrare a departamentelor financiare organizate în orașul Odessa, revine în noiembrie 1935 în funcția deținută anterior la Tiraspol.
În septembrie 1936 s-a înscris la cursurile Academiei de Științe Economice din Leningrad, pe care le-a absolvit în anul 1938 cu calificarea de economist specializat în finanțe.
În martie 1938 devine membru al Partidului Comunist din Uniunea Sovietică. Cinci luni mai târziu a fost numit ca șef al secției de buget (Narkomfina) din cadrul Comisariatului Poporului pentru Finanțe al RSSA Moldovenești. Începând din septembrie 1939 conduce secția de finanțe și comerț a Sovietului Comisarilor Poporului din RSSA Moldovenească.
După ocuparea Basarabiei de către URSS, Alexandru Diordița a fost numit în funcția de vicecomisar al poporului pentru finanțe al RSS Moldovenești. În august 1941 este încorporat în cadrul Regimentului 161 din Marina URSS, luând parte la luptele pentru apărarea Odessei. După ocuparea Odessei de către armatele româno-germane, Diordița este numit director-adjunct al Băncii de economii din Orenburg. Revine în martie 1942 ca vicecomisar al poporului pentru finanțe al RSS Moldovenești.
Este ales ca deputat al poporului în Sovietul Suprem al RSSM în legislaturile 1-2, 4-7,  și ca membru al CC al PCM la Congresele II-VII, IX-XII ale PCM. În iulie 1946 este numit în funcția de ministru al finanțelor din RSS Moldovenească, apoi în februarie 1955 devine locțiitor al președintelui Sovietului de Miniștri. În anul 1957 a absolvit Școala Superioară de Partid de la Moscova pentru înalții funcționari sovietici.
În perioada 23 ianuarie 1958 - 15 aprilie 1970, Alexandru Diordița a îndeplinit funcția de președinte al Sovietului de Miniștri al RSS Moldovenești, fiind simultan și ministru al afacerilor externe. În această perioadă, a fost și membru al Biroului CC al PCM.
În anul 1970 este transferat la Moscova, unde lucrează ca prim-locțiitor al președintelui Comitetului de Stat pentru Prețuri de pe lângă Consiliul de Miniștri al URSS (aprilie 1970 - iunie 1978), apoi ca prim-vicepreședinte al Comitetului de Stat pentru Prețuri al URSS (iunie 1978 - martie 1983).
Diordița a fost ales de cinci ori ca deputat în Sovietul Suprem al URSS în perioada 1954-1970. În paralel, a fost membru supleant al CC al PCUS (1961-1971). În martie 1983, a fost pensionat. Ca o recunoaștere a meritelor sale, a primit două Ordine Lenin și alte ordine și medalii.
Alexandru Diordița a încetat din viață la data de 1 aprilie 1996 în orașul Moscova.
Prin Hotărârea Guvernului Republicii Moldova nr. 686 / 13 decembrie 1996, publicată în Monitorul Oficial nr. 16 din 13 martie 1997, s-a luat decizia eternizării memoriei lui Alexandru Diordița. Astfel, denumirea străzii Cosmonauților din municipiul Chișinău a fost schimbată în strada Alexandru Diordița. S-a confecționat și s-a instalat câte o placă comemorativă cu basorelief pe clădirea din strada 31 august 1989 nr. 141 și pe fațada fostei clădiri a Guvernului din strada Alexei Mateevici nr. 87, actualmente blocul de studii al Academiei de Muzică „Gavril Musicescu”, unde în perioada anilor 1955-1964 a locuit și a activat Alexandru Diordița. Colegiul Financiar-Bancar din municipiul Chișinău a purtat numele lui Alexandru Diordița pînă la 10 septembrie 2014 (vezi HG nr. 745 din 10.09.2014).